# Escut d'Altea
L'escut d'Altea, a la Marina Baixa, es blasona de la manera següent:
| « | En camp d'or, quatre pals de gules; sobre el tot, una àguila bicèfala de sable, coronada d'or i de gules, becada, lampassada i armada de gules. | » |

L'Ajuntament d'Altea utilitza una versió logotípica, amb els elements heràldics simplificats.